# 泰迪·蘇里亞迪
泰迪·蘇里亞迪（1996年1月26日—），印度尼西亞男子羽毛球運動員。

## 簡歷
2015年9月，泰迪·蘇里亞迪與里琳·阿米莉亚合作出戰印尼羽毛球國際挑戰賽混合雙打項目，在半決賽中以0比2的成績（17-21、12-21）不敵韓國選手鄭義錫/孔熙容組合，止步於4強。

## 主要比賽成績
只列出曾進入準決賽的國際賽事成績：
| 年份   | 賽事                 | 公開賽級別 | 項目     | 拍檔                   | 成績   |
| ------ | -------------------- | ---------- | -------- | ---------------------- | ------ |
| 2014年 | 印尼羽毛球國際系列賽 | 國際系列賽 | 男子雙打 | Kusdianto Seiko Wahyu  | 亞軍   |
| 2015年 | 印尼羽毛球國際挑戰賽 | 國際挑戰賽 | 混合雙打 | 里琳·阿米莉亚          | 準決賽 |
| 2017年 | 印尼羽毛球國際挑戰賽 | 國際挑戰賽 | 男子雙打 | 卢基·阿普里·努格洛侯   | 準決賽 |
| 2018年 | 印尼羽毛球國際挑戰賽 | 國際挑戰賽 | 混合雙打 | 凯希亚·纽维塔·哈纳迪亚 | 準決賽 |

| 2007-2017年 | 首要超級賽 | 超級賽 | 黃金大獎賽 | 大獎賽 | 國際挑戰賽 | 國際系列賽 | 未來系列賽 | 其他 |

| 2018-2026年 | 總決賽 | 超級1000賽 | 超級750賽 | 超級500賽 | 超級300賽 | 超級100賽 | 國際挑戰賽 | 國際系列賽 | 未來系列賽 | 其他 |